# Pianeta gioviano caldo

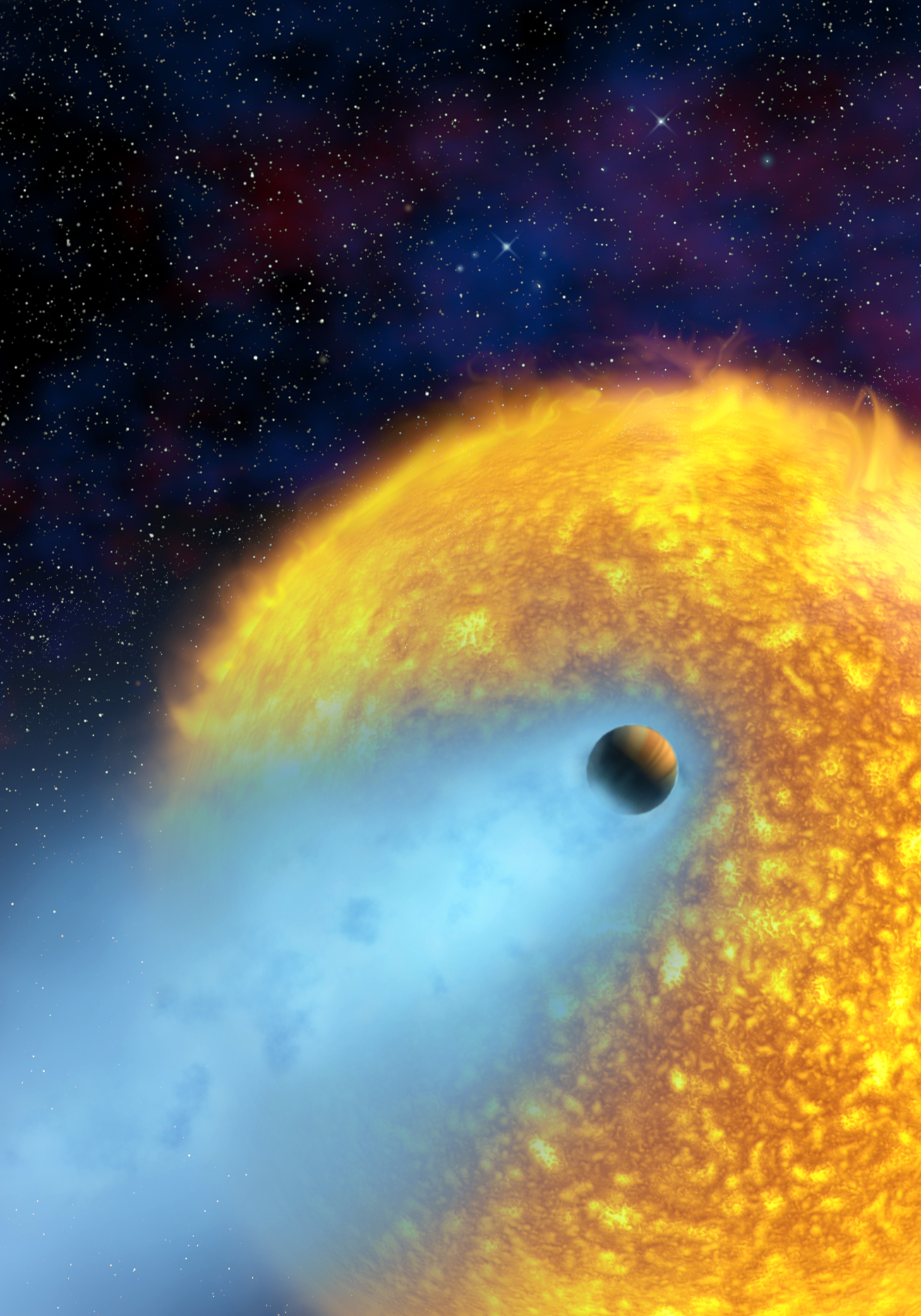
Rappresentazione artistica di HD 209458 b. La coda blu è l'atmosfera del pianeta che evapora a causa della vicinanza eccessiva alla sua stella.

Un pianeta gioviano caldo (anche noto come Giove caldo, o più raramente con l'appellativo di pianeta di tipo Pegasi) è un pianeta extrasolare la cui massa è confrontabile o superiore a quella di Giove (1,9×1027 kg), ma che, a differenza di quanto avviene nel sistema solare, dove Giove orbita a circa 5 UA dal Sole, orbita molto vicino alla propria stella madre, tipicamente tra 0,5 unità astronomiche (75 000 000 km) e 0,015 unità astronomiche (2 200 000 km), cioè con un periodo di rivoluzione molto breve (P<10 giorni). Un tipico pianeta gioviano caldo è otto volte più vicino alla superficie della propria stella rispetto a quanto Mercurio dista dal Sole. La temperatura di questi oggetti è quindi di solito elevatissima, da qui l'aggettivo caldo.
Il più conosciuto di questi e modello base di tale classe di pianeti, è 51 Pegasi b, soprannominato Bellerofonte. È stato inoltre il primo pianeta extrasolare scoperto (1995) in orbita attorno a una stella simile al Sole. HD 209458 b, soprannominato Osiris, è un altro gioviano caldo molto conosciuto per il fatto che perde dalle 100 alle 500 milioni di tonnellate di idrogeno al secondo sotto l'effetto del vento stellare del proprio astro madre, in ragione della sua orbita dal raggio di sole 0,047 UA.
Questi pianeti appartengono generalmente alle classi IV e V della classificazione di Sudarsky, anche se la loro composizione si può discostare sensibilmente dalla definizione, come per esempio WASP-12 b, più simile a un pianeta di carbonio.

## Caratteristiche principali

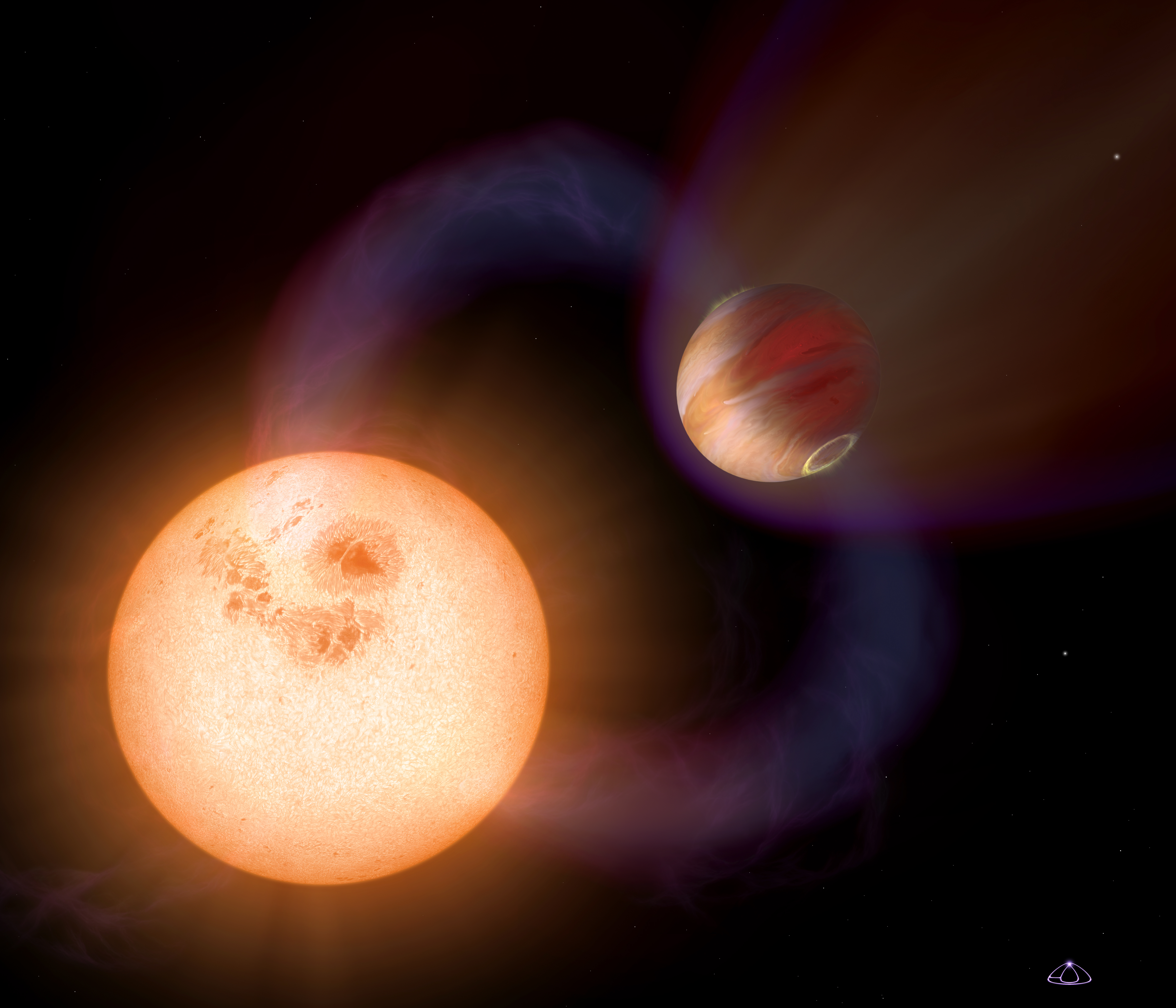
Un pianeta gioviano caldo come immaginato da un'artista.

- I pianeti gioviani caldi hanno una maggiore possibilità di transitare davanti alla propria stella madre, quando osservati dalla Terra, rispetto ad altri pianeti dalle dimensioni simili ma dall'orbita più grande.
- La loro densità è generalmente minore di quella di Giove, a causa dell'alto livello di insolazione; questo si riflette sui metodi per la determinazione del loro raggio, resa ancor più difficoltosa dal fenomeno dell'oscuramento al bordo che impedisce di stabilire precisamente il momento di inizio e di termine del transito.
- Si ritiene che tutti abbiano subìto un processo di migrazione planetaria, perché il materiale presente nelle parti più interne del disco protoplanetario non è tale da rendere possibile la formazione di un gigante gassoso in situ.
- Sono tutti accomunati da una bassa eccentricità orbitale. Questo perché la loro orbita è stata resa circolare, o è in fase di circolarizzazione, dal processo di librazione. Tale processo causa anche la sincronizzazione dei periodi di rotazione e di rivoluzione del pianeta, forzandolo così in un regime di rotazione sincrona e quindi a rivolgere sempre la stessa faccia alla stella madre. Si dice che il pianeta è in una situazione di blocco mareale.
- Mostrano di possedere un forte rimescolamento atmosferico, prodotto dai venti ad alta velocità che ridistribuiscono il calore del lato diurno nel lato notturno, rendendo così la differenza di temperatura tra i due lati relativamente bassa.

Si pensa che i gioviani caldi si formino a una distanza dalla stella oltre la frost line, dove i pianeti possono formarsi per accrescimento secondario da roccia, ghiaccio e gas. Il pianeta in seguito migra verso le regioni interne del sistema, dove si assesterà in un'orbita stabile, e di solito ciò avviene tramite una migrazione di tipo II o per interazioni con altri pianeti. La migrazione avviene durante la fase di disco protoplanetario, e si ferma tipicamente quando la stella entra nella fase T Tauri. I forti venti stellari a questo punto soffiano via il materiale rimanente della nebulosa, bloccando i processi di accrescimento e migrazione.
L'eccessiva vicinanza del pianeta alla stella può causare anche l'abrasione della sua atmosfera, tramite il processo di fuga idrodinamica, sotto l'azione dei potenti venti stellari. Questi pianeti sono anche definiti "pianeti dal periodo ultracorto".

## Metodi di scoperta

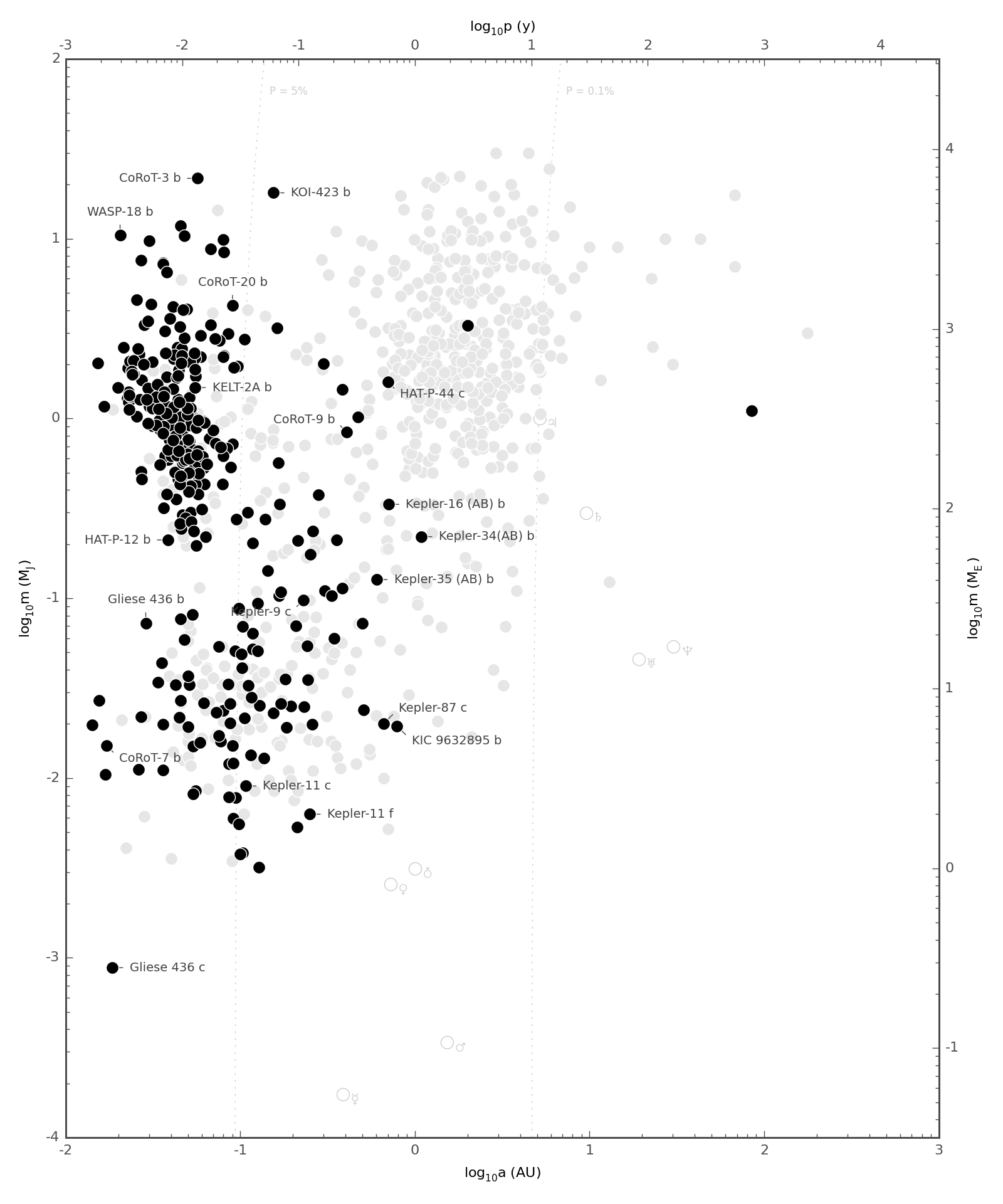
Pianeti scoperti aggiornati al 3 ottobre 2010. I gioviani caldi occupano la sinistra del grafico (quelli individuati con il metodo del transito sono segnati con punti neri)

I pianeti gioviani caldi vengono scoperti essenzialmente tramite i metodi del transito e delle velocità radiali.

### Transito
La scoperta avviene monitorando per molto tempo la luce di una stella, e se questa hai dei picchi di bassa luminosità a intervalli regolari allora se ne studia la curva di luce. Dalla forma di questa curva si può risalire all'esistenza e in seguito al diametro di un eventuale oggetto transitante. Un pianeta gioviano è di diametro ragguardevole, sia rispetto agli altri pianeti del suo stesso sistema e sia rispetto al diametro della stella stessa. Essendo inoltre molto vicino alla stella madre è molto più facile che dalla Terra lo si veda transitare davanti ad essa, in quanto il diametro e la vicinanza compensano l'eventuale inclinazione dell'orbita, che renderebbe il pianeta non transitante se avesse un'orbita più larga. A dimostrazione di ciò, la gran parte dei pianeti extrasolari finora scoperti dalle missioni dedicate ai pianeti transitanti appartiene a questa categoria. Servono quindi strumenti sempre più precisi per rilevare pianeti sempre più piccoli. Ultimamente l'aumento di sensibilità degli strumenti per lo studio dei transiti stellari, quali i telescopi delle missioni CoRoT e Kepler, ha portato ad un netto aumento del numero dei pianeti nettuniani e superterrestri transitanti rispetto ai gioviani caldi. L'ulteriore evoluzione delle tecnologie impiegate probabilmente porterà a breve anche alla scoperta dei primi pianeti di dimensioni terrestri e delle prime esolune.

### Velocità radiali
Un pianeta gioviano caldo, essendo molto vicino alla propria stella, esercita su questa un'attrazione gravitazionale che la fa oscillare. Dalla Terra possiamo, tramite l'effetto Doppler, misurarne e calcolarne la velocità e periodo di oscillazione e, conoscendo la massa della stella, ricavare massa e orbita del pianeta. Tale sistema ci permette di scoprire il pianeta anche se questo non si interponesse direttamente tra di noi e la stella. Di nuovo sono i gioviani caldi la categoria a essere più rilevata con tale sistema, in quanto solo un pianeta molto massiccio e molto vicino alla propria stella può influenzarla abbastanza da generare oscillazioni rilevabili dai nostri strumenti. Un pianeta come Giove posto alla distanza di un gioviano caldo genera effetti migliaia di volte maggiori che alla distanza a cui si trovano i giganti gassosi del sistema solare. Tale metodo è utilizzato essenzialmente da osservatori a terra, quali il progetto HARPS.

## Presenza di pianeti terrestri in sistemi con gioviani caldi
Una simulazione ha mostrato che la migrazione di pianeti gioviani attraverso il disco protoplanetario interno (la regione che nel sistema solare è occupata dai pianeti rocciosi e dalla cintura di asteroidi, approssimativamente tra 5 e 0,1 UA) non è distruttiva così come si potrebbe pensare. Più del 60% del materiale del disco sopravvive venendo disperso verso orbite esterne dal gigante gassoso, insieme a planetesimi e protopianeti. Il disco è così in grado di riformarsi e la formazione planetaria di riprendere. Nella simulazione sono stati in grado di formarsi pianeti fino a due masse terrestri nella fascia abitabile, dopo che il gigante gassoso si è stabilizzato a 0,1 UA. La simulazione mostra inoltre che, per il mescolamento dei materiali del sistema planetario interno con materiali provenienti da quello esterno, gli eventuali pianeti terrestri formatisi dopo il passaggio del gigante in migrazione sarebbero particolarmente ricchi di acqua, gli ipotetici pianeti oceanici, mentre, al contrario, potrebbero essere carenti di materiali rocciosi. Tuttavia, esistono ancora diversi dubbi sulla possibile formazione di pianeti terrestri abitabili ove è presente un gioviano caldo nelle parti interne del sistema.

## Orbita retrograda
È stato scoperto che molti gioviani caldi possiedono orbite retrograde, e ciò pone in discussione le teorie sulla formazione dei sistemi planetari. È probabile che questo fenomeno sia dovuto, più che a un disturbo dell'orbita del pianeta, al ribaltamento della stella stessa durante le prime fasi di formazione del proprio sistema, dovuto all'interazione tra il campo magnetico della stella e il disco protoplanetario. Combinando nuove osservazioni con i vecchi dati si è scoperto che più della metà dei gioviani caldi studiati ha orbite disallineate con l'asse di rotazione delle loro stelle madri, e ben sei hanno moto retrogrado.

## Pianeti dal periodo ultracorto
I pianeti dal periodo ultracorto sono una classe di gioviani caldi il cui periodo di rivoluzione è inferiore al giorno terrestre; essi si trovano solo attorno a stelle di massa inferiore alle 1,25 masse solari. Orbitano più vicino alla loro stella di ogni altro oggetto descritto precedentemente, con semiassi dell'orbita dell'ordine di solo qualche milione di chilometri.
Molto spesso il pianeta è talmente vicino alla propria stella che il vento stellare di questa ne sta consumando l'atmosfera, strappando milioni di tonnellate di gas ogni secondo. Pianeti gioviani a 0,02 UA dalla stella perderanno durante la propria vita fino al 5-7% circa della propria massa, mentre una distanza inferiore può causare la totale evaporazione dell'involucro gassoso, lasciando come residuo il nucleo roccioso completamente spogliato. Tali oggetti possiedono masse di una decina circa di masse terrestri, sono più densi di un pianeta di tipo terrestre e sono definiti pianeti ctoni. Un esempio di pianeta gigante dal periodo ultracorto è WASP-18 b, probabilmente nella stessa situazione di abrasione atmosferica del già citato HD 209458 b, mentre CoRoT-7 b è il primo rappresentante scoperto della classe dei pianeti ctoni.

## Pianeti super pluff

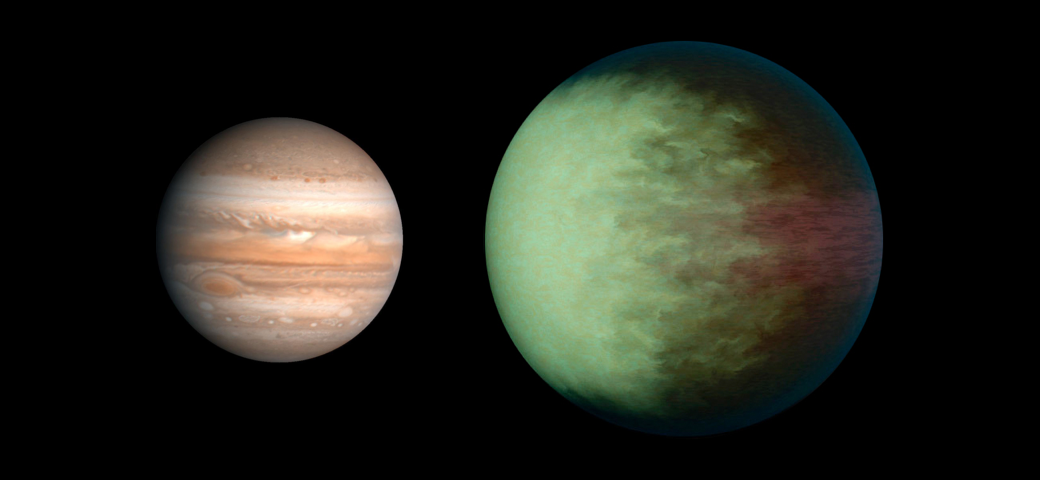
Anche se Kepler-7 b ha solo metà della massa di Giove, è 8 volte più rarefatto.

Tradotto letteralmente come pianeti paffuti, o gonfi o super-soffici, sono pianeti giganti gassosi dal grande raggio e dalla bassa densità, e per questo anche chiamati saturniani caldi, per la somiglianza della loro densità con quella di Saturno. Sono gioviani caldi la cui atmosfera, fortemente riscaldata dalla stella molto vicina e dal calore interno, si espande e gonfia, fino a fuoriuscire talvolta dal campo gravitazionale del pianeta e ad essere strappata via dal vento stellare.
Sei pianeti rappresentativi di questa categoria sono stati rilevati con il metodo del transito; in ordine di scoperta sono HAT-P-1 b, CoRoT-1 b, TrES-4, WASP-12 b, WASP-17 b, e Kepler-7 b. La gran parte di questi pianeti ha massa inferiore alle due masse gioviane, perché pianeti più massicci avrebbero anche gravità maggiore, che contribuirebbe a contenere il raggio del pianeta entro valori simili a quelli di Giove stesso. Alcuni gioviani caldi rilevati con il metodo delle velocità radiali potrebbero essere puffy planets, ma non conoscendone i raggi non se ne ha la certezza.
Nel 2019, osservazioni col telescopio spaziale Hubble su tre pianeti scoperti nel 2012 e orbitanti attorno alla giovane stella di tipo solare Kepler-51, hanno rivelato delle densità ancora minori, meno di un decimo di quella dell'acqua, comprese tra 0,034 e 0,064 g/cm³. Per comparazione, il pianeta meno denso del sistema solare, Saturno, con una densità di 0,69 g/cm³ è circa 20 volte più denso dei pianeti di Kepler-51.